# Дубровин, Иван Иванович (капитан 1-го ранга)
Иван Иванович Дубровин (около 1750 — после 1800) — русский военно-морской деятель, капитан 1-го ранга (1790).

## Биография
В июле 1764 года зачислен кадетом в Морской шляхетский корпус, произведён в гардемарины (1767). Участник русско-турецкой войны 1768—1774 годов, в ходе которой принимал участие в Архипелагской экспедиции (1769—1775). Мичман (февраль 1770 года). На корабле «Святой Евстафий» отличился в Чесменском сражении (1770). В 1771 году временно командовал фрегатом «Св. Николай» и смело сражался при атаке крепости Метелино. В 1772—1775 годах крейсировал в Архипелаге. Лейтенант флота (март 1774 года). В 1776—1777 годов на фрегате «Григорий» плавал из Кронштадта в Константинополь и Ливорно. В 1780—1781 годах на корабле «Исидор» вновь плавал в эскадре адмирала Борисова из Кронштадта в Ливорно. Произведен в капитан-лейтенанты (январь 1781 года). Награждён орденом Святого Георгия 4-го класса (ноябрь 1781). В 1781—1785 годах командовал на Балтике пакетботом «Сокол», бомбардирским кораблем «Гром», фрегатом «Констанция». Произведен в капитаны 2-го ранга (1786). Участник Русско-шведской войны 1788—1790 годов. В 1787—1789 годах командовал линейными кораблями «Святой Николай» и «Не тронь меня» в Кронштадте. В 1790 году успешно командовал фрегатом «Святой Александр» в Красногорском (22—23 мая 1790 года) и Выборгском (июнь 1790 года) сражениях со шведским флотом. За отличие произведен в чин капитана 1-го ранга (6 июля 1790 года). В 1790—1797 годах командовал линейным кораблем «Константин» в Кронштадте, плавал на нём в Балтийском море. В 1797—1799 годах командовал в Кронштадте линейными кораблями «Св. Иезекиль» и «Князь Владимир». С 8 мая 1799 года — уволен с флота в отставку, с почетом, мундиром и пенсией.